# Il tempo non inganna
Il tempo non inganna è il secondo singolo della cantante italo-marocchina Malika Ayane ad essere stato estratto come secondo singolo dal suo terzo album di inediti Ricreazione, pubblicato il 18 settembre 2012 dall'etichetta discografica Sugar Music. Il singolo è entrato in rotazione radiofonica dal 9 novembre 2012.

## Il brano
Il brano Il tempo non inganna è stato scritto da Gino Pacifico insieme alla stessa Malika Ayane con la collaborazione di Carmine Tundo (Romeus).

## Il video
Il video musicale di Il tempo non inganna è stato diretto da Federico Burgia, marito della stessa Malika Ayane. Esso mostra un primo piano di Malika Ayane che si trova in una prateria cantando e avanzando col passo. Ad un tratto iniziano a seguirla dietro i membri del suo gruppo e arrivano tutti insieme ad una festa fatta all'aria aperta con un lungo tavolo e dei buffet. Finisce con Malika Ayane che se ne va via inseguita sempre dai membri del gruppo che l'accompagnano suonando insieme a lei. Le riprese fatte del video sono state usate come shooting fotografico per l'immagine della copertina del terzo album Ricreazione della cantante.
Sia nel video che nella copertina di Ricreazione figurano molti amici e famigliari di Malika Ayane, nonché numerosi fan accorsi allo shooting dopo un avviso sul forum ufficiale della cantante.

## Tracce
Download digitale
1. Il tempo non inganna - (testo: Gino Pacifico, Malika Ayane – musica: Carmine Tundo, Malika Ayane) - 4:33

## Formazione
- Malika Ayane – voce, cori, produzione, arrangiamento
- Carlo Gaudiello – organo Hammond
- Vincenzo Vasi – theremin
- Biréli Lagrène – prima chitarra, cori
- Stefano Brandoni – seconda chitarra, bouzouki
- Phil Mer – batteria, percussioni
- Marco Mariniello – contrabbasso
- Mauro Ottolini – arrangiamento fiati, tromba, trombone, flicorno soprano, sousafono
- Dan Kinzelman – sassofono tenore, flauto, clarinetto